# Frederik Hendrikkazerne (Venlo)

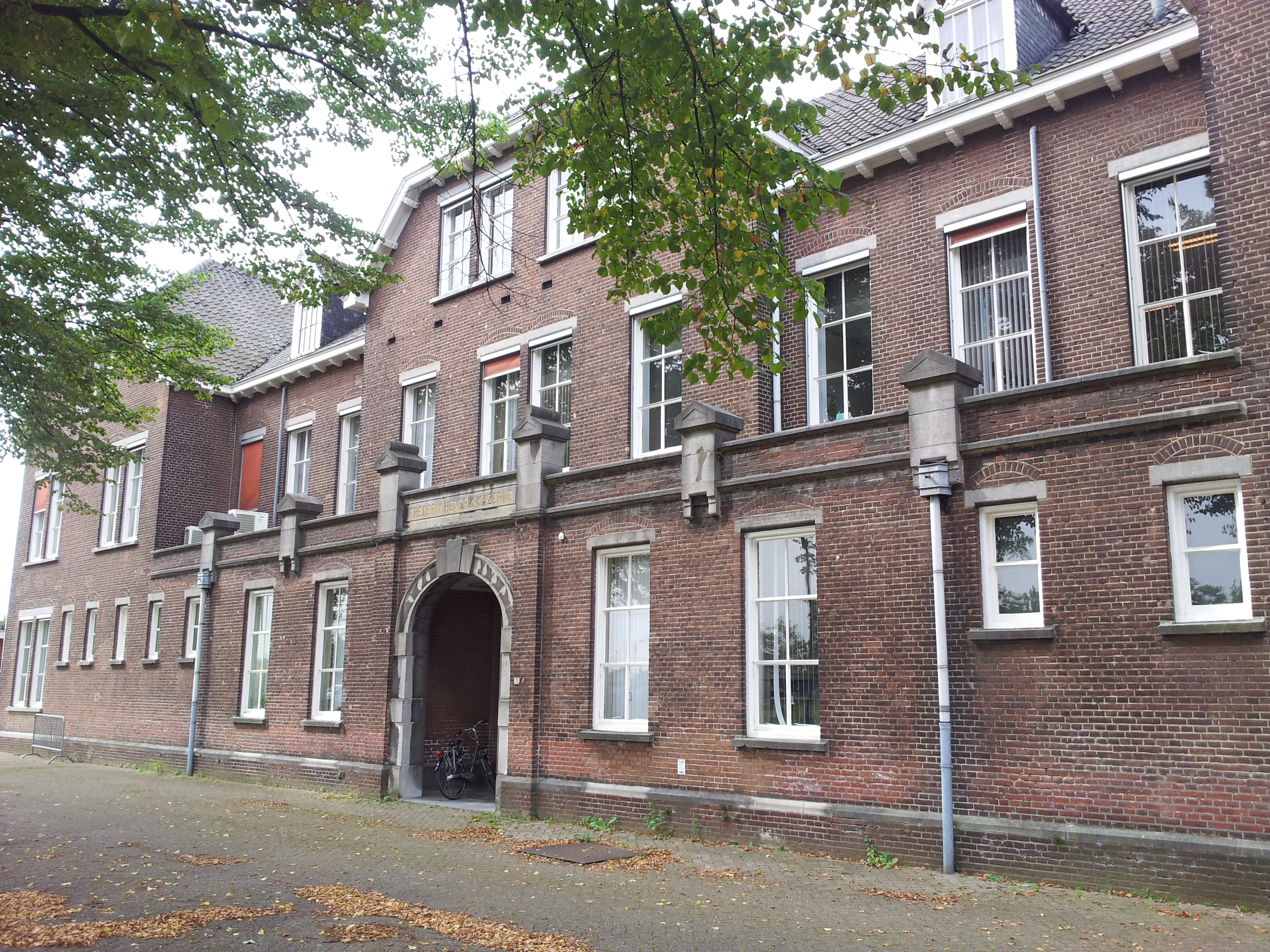
Voormalig wachtgebouw

De Frederik Hendrikkazerne is een voormalige kazerne aan de Garnizoensweg te Blerick.

## Geschiedenis
Het gebouwencomplex werd vanaf 1910 gebouwd op het terrein (13 ha) van het voormalige Fort Sint-Michiel. Dit terrein omvatte land- en tuinbouwgrond en de villa van de voormalige eigenaar. De villa werd opgenomen in het kazernecomplex, dat in 1913 gereedkwam en diverse gebouwen telde. In 1915 werd nog een hospitaalgebouw bijgebouwd. Tot 1934 heette het complex: Michelskazerne, waarna het de huidige naam kreeg, en tot aan de bezetting door de nazi's waren er de bataljons van het 2e regiment infanterie gevestigd. Tijdens de Tweede Wereldoorlog legerden er Duitse troepen en in 1944 werd een deel der gebouwen, waaronder de voormalige villa, verwoest. De meeste gebouwen bleven echter onbeschadigd en in 1946 kwam de Infanterie weer in het complex. Het werd een opleidingscentrum en zij die de opleiding voltooiden behoorden tot het Regiment Limburgse Jagers. Ook Stoottroepers werden opgeleid, en er was een rijopleiding. Uiteindelijk, vooral vanaf 1967, werden er jaarlijks aan deze Limburgse Rijschool ongeveer 4000 dienstplichtigen opgeleid.
Na het beëindigen van de opkomstplicht in 1996 werden de rij-opleidingen een voor een opgeheven en ook de Rijschool Venlo moest in 2002 sluiten. Slechts de marechaussee en het Korps Nationale Reserve maakten nog gebruik van de kazerne.
In 2006 werd het complex, waarvan grote gedeelten geklasseerd zijn als Rijksmonument, gekocht door de gemeente Venlo. De bedoeling was om op het terrein een aantal grote gebouwen op te richten, onder de naam Kazernekwartier Venlo. Andere onderdelen werden in september 2017 aangewezen tot gemeentelijk monument.